# Aspius aspius

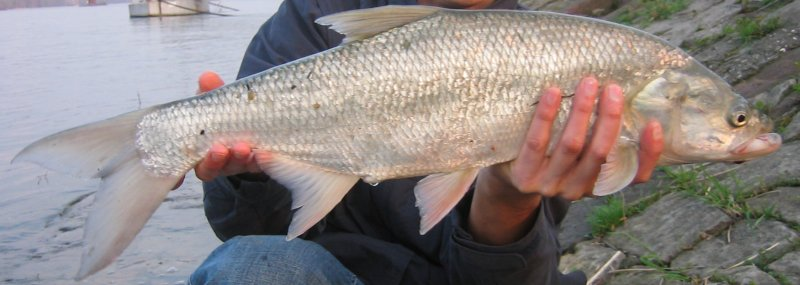
Exemplar capturat al Rin.

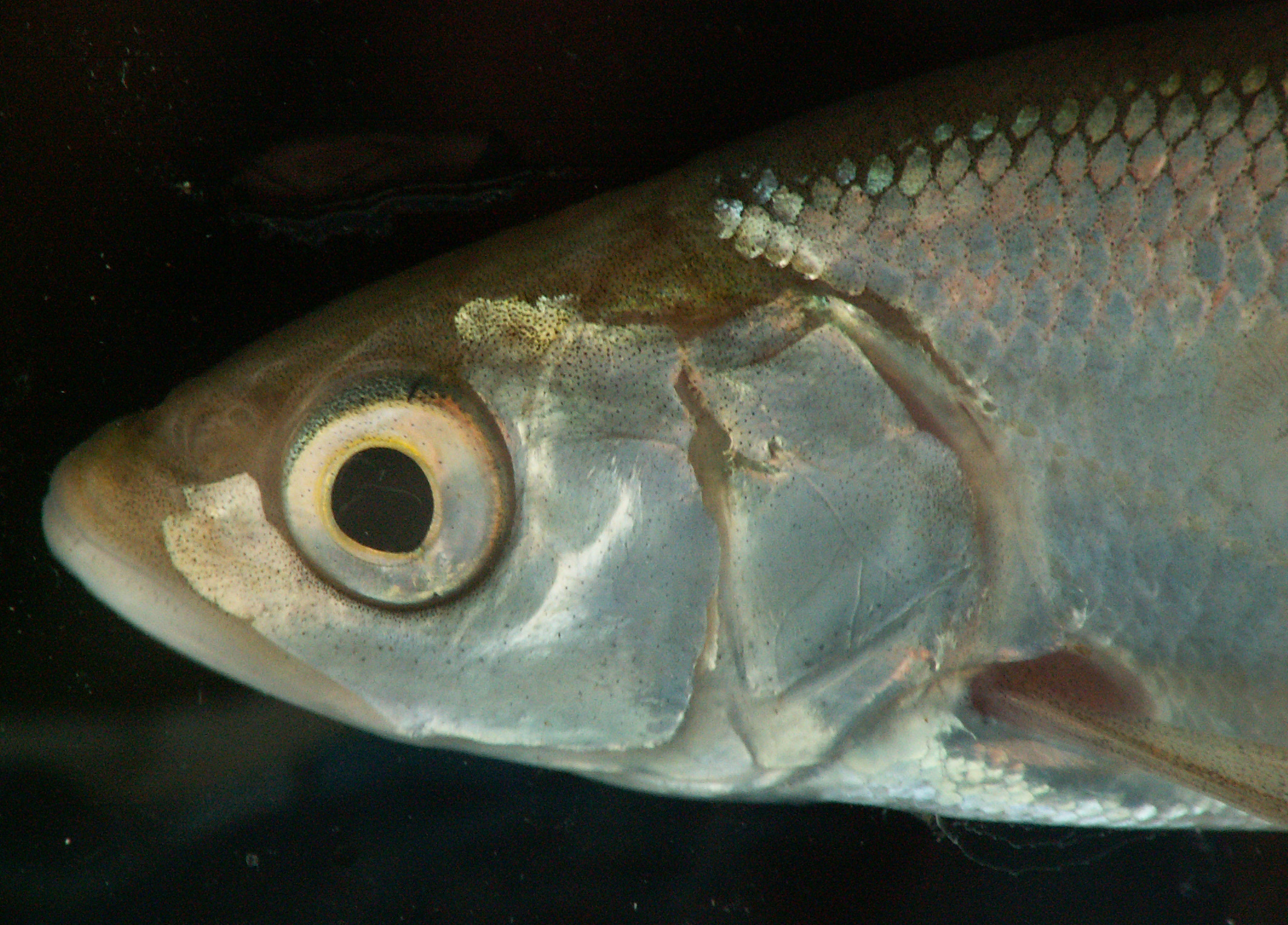
Detall del cap

Aspius aspius és una espècie de peix cipriniforme de la família dels ciprínids.

## Morfologia
- Els mascles poden assolir 100 cm de longitud total i 9.000 g de pes.[2][3]

## Reproducció
Té lloc entre l'abril i el juny.

## Alimentació
Menja peixos (especialment, Alburnus alburnus i Osmerus eperlanus) i petits ocells aquàtics.

## Subespècies
- Aspius aspius iblioides (la Mar d'Aral)[6][7]

## Hàbitat
És un peix bentopelàgic i de clima temperat (4 °C-20 °C).

## Distribució geogràfica
Es troba a Europa (llevat de Dinamarca, Gran Bretanya i les regions meridionals), incloent-hi els rius que desemboquen a la Mar del Nord (Weser, Elba, etc.), la mar Bàltica, la mar Negra, la mar Egea, la Mar d'Azov i la mar Càspia, i els del sud de Suècia i Finlàndia. Ha estat introduït al Rin.

## Estat de conservació
Es troba amenaçat a nivell local per projectes d'enginyeria fluvial.